# Kevin Korchinski
Kevin Korchinski (né le 21 juin 2004 à Saskatoon dans la Province de la Saskatchewan au Canada) est un joueur canadien de hockey sur glace. Il évolue à la position de défenseur.

## Biographie

### Carrière junior
Korchinski commence sa carrière junior lors du tournoi Brick Invitational en 2013-2014 avec les Pats juniors de la Saskatchewan. Il inscrit 2 buts en 6 matchs de qualification. Son équipe se classe à la 7e place de la division 1 et n'est pas qualifiée pour le tour final.
En 2016-2017, il dispute un match dans la Ligue de hockey AA de la Saskatchewan avec les Generals de Saskatoon avec les moins de 15 ans. La saison suivante, il évolue dans la même ligue, mais avec les Stallions de Saskatoon. En 30 matchs, il inscrit 23 points, aidant son équipe à terminer à la 6e place de la division Nord. Lors des séries éliminatoires, ils éliminent les Barons de Battlefords en 2 rencontres, avant de se faire éliminer en 3 rencontres par les Pirates de Prince Albert lors des demi-finales de division. Il obtient 3 points lors de ces 5 rencontres. En 2018-2019, il retourne avec les Generals et est nommé capitaine de sa formation. En 31 matchs, il inscrit 47 points et les Generals se classe au 6e rang de la division Nord. Durant les séries éliminatoires, ils éliminent les Maniacs de Saskatoon en 3 rencontres et se font ensuite éliminer en demi-finale de division par les Outlaws de Saskatoon en 2 rencontres. Lors de ces 5 parties, il comptabilise 10 points : 5 buts et 5 passes. Durant cette même saison, il évolue pour les Contacts de Saskatoon dans la Ligue de hockey masculin de la Saskatchewan, disputant 4 matchs.
Le 2 mai 2019, il est sélectionné en 10e position lors du premier tour du repêchage de la LHOu par les Thunderbirds de Seattle.
Le 25 mai 2019, il s'engage avec les Thunderbirds.
Dans la ligue masculine de hockey de la Saskatchewan en 2019-2020, avec les Contacts, il dispute 42 rencontres, il inscrit 26 points et son équipe termine 3e de la saison régulière. La même année, il participe au tournoi mondial sur invitation de Midget AAA Mac's. Les Contacts de Saskatoon jouent 4 matchs, il y inscrit 5 points. Son équipe ne parvient pas à se qualifier pour le tour éliminatoire. Il dispute également 1 match avec les Thunderbirds dans la LHOu.
Lors de la saison 2020-2021, il prend part à 4 rencontres avec les Contacts avant de rejoindre les Thunderbirds. il dispute 23 rencontres pour eux, inscrivant 10 passes.Le 19 avril 2021, la LHOu décide d'interrompre la Saison 2020-2021 après 24 matchs disputés à cause de la pandémie de COVID-19. À ce moment-là, les Thunderbirds occupent la 6e place de la Conférence Ouest.
En 2021-2022, il joue 67 parties dans la LHOu, comptabilisant 65 points. Les Thunderbirds terminent au 4e de la conférence Ouest. Durant les séries éliminatoires, ils rencontrent les Rockets de Kelowna en huitièmes de finale, qu'ils battent en 5 matchs. Lors des quarts, il leur faut 7 matchs pour vaincre les Winterhawks de Portland. La même chose face aux Blazers de Kamloops lors des demi-finales. En finale, ils tombent en 6 matchs face aux Oil Kings d'Edmonton. Au terme de la saison, il est désigné sur la seconde équipe d'étoile de la division US.
En prévision du repêchage de 2022, la centrale de recrutement de la LNH le classe au 7e rang des espoirs nord-américains chez les patineurs. Il est sélectionné au 7e rang par les Blackhawks de Chicago.
Il récolte son premier but dans la Ligue nationale de hockey le 9 novembre 2023, à son 12e match face au Lightning de Tampa Bay.

## Statistiques

### En club
| Saison    | Équipe                          | Ligue       |    | Saison régulière | Saison régulière | Saison régulière | Saison régulière | Saison régulière |   | Séries éliminatoires | Séries éliminatoires | Séries éliminatoires | Séries éliminatoires | Séries éliminatoires |
| Saison    | Équipe                          | Ligue       | PJ | B                | A                | Pts              | Pun              | PJ               | B | A                    | Pts                  | Pun                  |                      |                      |
| 2013-2014 | Pats juniors de la Saskatchewan | BIT         | 6  | 2                | 0                | 2                | 0                | -                | - | -                    | -                    | -                    |                      |                      |
| 2016-2017 | Generals de Saskatoon           | SAAHL U15   | 1  | 0                | 0                | 0                | 2                | -                | - | -                    | -                    | -                    |                      |                      |
| 2017-2018 | Stallions de Saskatoon          | SAAHL U15   | 30 | 8                | 15               | 23               | 8                | 5                | 2 | 1                    | 3                    | 6                    |                      |                      |
| 2018-2019 | Generals de Saskatoon           | SAAHL U15   | 31 | 10               | 37               | 47               | 34               | 5                | 5 | 5                    | 10                   | 10                   |                      |                      |
| 2018-2019 | Contacts de Saskatoon           | SMAAAHL U18 | 4  | 0                | 0                | 0                | 2                | -                | - | -                    | -                    | -                    |                      |                      |
| 2019-2020 | Contacts de Saskatoon           | SMAAAHL U18 | 41 | 7                | 19               | 26               | 10               | 6                | 0 | 0                    | 0                    | 0                    |                      |                      |
| 2019-2020 | Contacts de Saskatoon           | Mac's       | 4  | 1                | 4                | 5                | 0                | -                | - | -                    | -                    | -                    |                      |                      |
| 2019-2020 | Thunderbirds de Seattle         | LHOu        | 1  | 0                | 0                | 0                | 0                | -                | - | -                    | -                    | -                    |                      |                      |
| 2020-2021 | Contacts de Saskatoon           | SMAAAHL U18 | 4  | 1                | 0                | 1                | 2                | -                | - | -                    | -                    | -                    |                      |                      |
| 2020-2021 | Thunderbirds de Seattle         | LHOu        | 23 | 0                | 10               | 10               | 4                | -                | - | -                    | -                    | -                    |                      |                      |
| 2021-2022 | Thunderbirds de Seattle         | LHOu        | 67 | 4                | 61               | 65               | 40               | 25               | 6 | 13                   | 19                   | 22                   |                      |                      |
| 2022-2023 | Thunderbirds de Seattle         | LHOu        | 54 | 11               | 62               | 73               | 54               | 19               | 3 | 11                   | 14                   | 10                   |                      |                      |
| 2023-2024 | Blackhawks de Chicago           | LNH         | 76 | 5                | 10               | 15               | 20               | -                | - | -                    | -                    | -                    |                      |                      |

## Trophées et honneurs personnels

### LHOu
- 2021-2022 : Nommé sur la seconde équipe d'étoiles de la division US.